# Влосень (Нижньосілезьке воєводство)
Влосень (пол. Włosień, нім. Heidersdorf) — село в Польщі, у гміні Плятерувка Любанського повіту Нижньосілезького воєводства.
Населення — 756 осіб (2011).
У 1975-1998 роках село належало до Єленьоґурського воєводства.

## Демографія
Демографічна структура станом на 31 березня 2011 року:
|          | Загалом | Допрацездатний вік | Працездатний вік | Постпрацездатний вік |
| -------- | ------- | ------------------ | ---------------- | -------------------- |
| Чоловіки | 382     | 80                 | 275              | 27                   |
| Жінки    | 374     | 60                 | 235              | 79                   |
| Разом    | 756     | 140                | 510              | 106                  |